# Skangass
Skangass AS var ett norskt naturgasföretag, som sedan 2014 är ett helägt dotterbolag till finländska Gasum
Skangass grundades 1997, ägdes ursprungligen av Lyse Energi AS och Celsius Invest AS för att planera och anlägga Risavika förvätskningsanläggning i Risavika i Sola kommun. Skangass har senare varit helägt av Lyse Energi, för att från 2014 majoritetsägas av Gasum och 2018 bli helägt av Gasum. Verksamheten bedrivs under Gasums namn.
Risavika, med en årsproduktion på 300 000 ton LNG, togs i drift 2010.
Øra LNG-terminal var den första mottagnings- och förgasningsanläggninen i Norge och togs i drift 2011. År 2014 invigdes en mottagningsterminal för LNG vid Preemraff Lysekil i Lysekil.